# Judas Iskariot
För andra betydelser, se Judas.
Judas Iskariot (hebreiska יהודה איש־קריות Yəhûḏāh ʾÎš-qəriyyôṯ), död cirka år 33 e.Kr., var enligt Nya Testamentet den av Jesu tolv apostlar som förrådde Jesus och underlättade för översteprästerna och de skriftlärde i Jerusalem att gripa denne.
Judas Iskariot har under tidernas lopp stimulerat fantasin och givit upphov till diktning, bildkonst och folkliga bruk. Många författare har med fantasins hjälp sökt finna motiveringen för hans handlingssätt. I konsten avbildas Judas ofta klädd i gult, den färg som symboliserar feghet och förräderi.
Namnet Judas var ett relativt vanligt judiskt namn, medan tillnamnet Iskariot kan betyda "mannen från Kerioth" (en stad i södra Judeen) eller "den falske". Iskariot kan även vara en etymologisk förvrängning av latinets sicarius, "lönnmördare", till exempel betyder sica, "dolk". Namnet Judas har blivit en synonym för "svikare" eller "förrädare". Redan på 100-talet skrev biskopen Papias en berättelse om att Judas urinerade var och maskar. På medeltiden började nidbilder av Judas som personifikationen av judendomen att få fäste; han blev en figur med stor näsa och gult hår som skulle göra allt för pengar, inklusive att förråda kristna. Det finns passager i Nya Testamentet som kan utnyttjas i antisemitiskt syfte.

## Biblisk berättelse

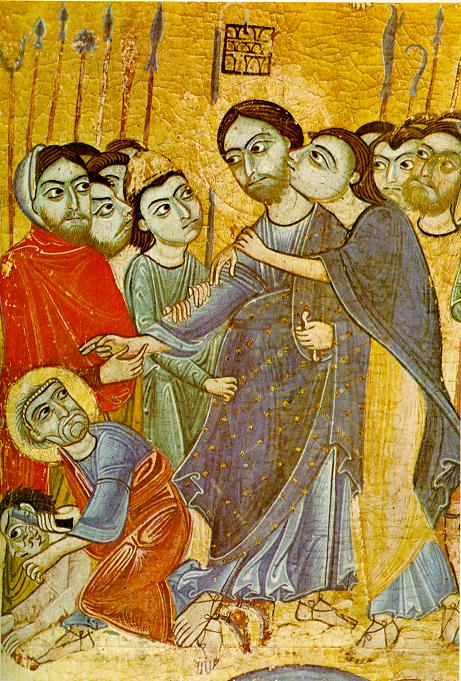
Jesus får en judaskyss.

Judas omnämns i de synoptiska evangelierna, i Johannesevangeliet och i de inledande kapitlen av Apostlagärningarna.
Markus berättar att översteprästerna försökte klura ut ett listigt sätt att arrestera Jesus. De bestämde sig för att inte göra det under fastan eftersom de var oroliga för att folket skulle göra uppror; istället valde de att arrestera honom natten innan fastan. Djävulen hade redan ingivit Judas Iskariot, Simons son, att förråda Jesus i Johannes 13:2. När Jesus ger honom ett brödstycke i Joh. 13:27 far Satan in i Judas. Det finns en parallell tidigare i Lukasevangeliet 22:3 när Satan far in i Judas och går och talar med översteprästerna om hur han ska överlämna Jesus till dem.
Enligt Johannes hade Judas hand om lärjungarnas kassa, och förrådde Jesus för trettio silverpenningar, genom att peka ut honom inför översteprästen Kajafas soldater med en kyss;
| ”                         | Och han trädde nu strax fram till Jesus och sade: "Hell dig, rabbi!" och kysste honom häftigt. | „ |
| – Matteusevangeliet 26:49 |                                                                                                |   |

### Död
Det finns två versioner av Judas död i Bibeln. Försök har gjorts att förena dem, men de är väldigt olika. Den mer kända är från Matteusevangeliet 27:3-9, där Judas ångrar sig, kastar ifrån sig de 30 silverpenningar han fått för sitt förräderi och tar sitt liv genom hängning. Översteprästerna tar sedan pengarna och köper för dessa en begravningsplats för främlingar, kallad blodsåkern. Den andra berättelsen återfinns i Apostlagärningarna 1:18-1:20. Där använder Judas de 30 silverpenningarna för att köpa en bit jord. På denna faller han framstupa, varvid buken spricker sönder så att inälvorna rinner ut. I denna version blir detta skälet till namnet Akeldamak, vilket betyder blodsåkern.
En tänkbar förklaring till de två olika beskrivningarna av Judas död är att han försökte hänga sig, men att antingen trädgrenen eller repet brast och resultatet blev att han föll utför en klippa eller ett stup och dog på grund av fallet. Matteus beskriver i så fall hans avsikt (att hänga sig), medan Apostlagärningarnas skribent Lukas beskrev resultatet. 

## Judasevangeliet
Det finns en källa som ger en totalt omvänd bild av Judas mot den som presenteras i Bibeln. Det gnostiska och apokryfiska Judasevangeliet (omtalat först 180 e.Kr.) ger genomgående en positiv bild av Judas som den främste och mest upplyste bland Jesu lärjungar, och som den som är mest förtrogen med Jesus. Det uttrycker också uppfattningen att Judas blev uppmanad till sitt förräderi av Jesus själv, som ville befria sin ande från människokroppen, vilket följande citat kan tolkas som: You will exceed all of them [the other disciples] for you will sacrifice the man who clothes me.

## Judas i ”Jesus Christ Superstar”
I rockoperan Jesus Christ Superstar framförs en alternativ bild av Judas. Där ses inte Judas som ond, och han förråder inte Jesus för pengarnas skull. Där är han en hängiven lärjunge - Jesus "högra hand" enligt honom själv - som är ivrig att förkunna de ideal som Jesus framfört. Dock uppfyller inte Jesus hans förväntningar att hjälpa fattiga tillräckligt, varpå han tar saken i egna händer och förråder Jesus genom att avslöja honom mot pengar från översteprästerna att skänka till de fattiga. När Judas ser hur Jesus behandlas och får reda på straffet som Pilatus utdömer begår han självmord genom hängning. Han anklagar Gud för att ha utnyttjat honom för att profetiorna skulle uppfyllas och att Gud i förlängningen mördat honom.

## Filosofiska frågor
Judas är ämne för många filosofiska författarskap, bland dem The Problem of Natural Evil av Bertrand Russell och Three Versions of Judas av Jorge Luis Borges. De anför båda problematiska, ideologiska motsägelser i skiljaktigheterna mellan Judas handlingar och hans eviga straff.

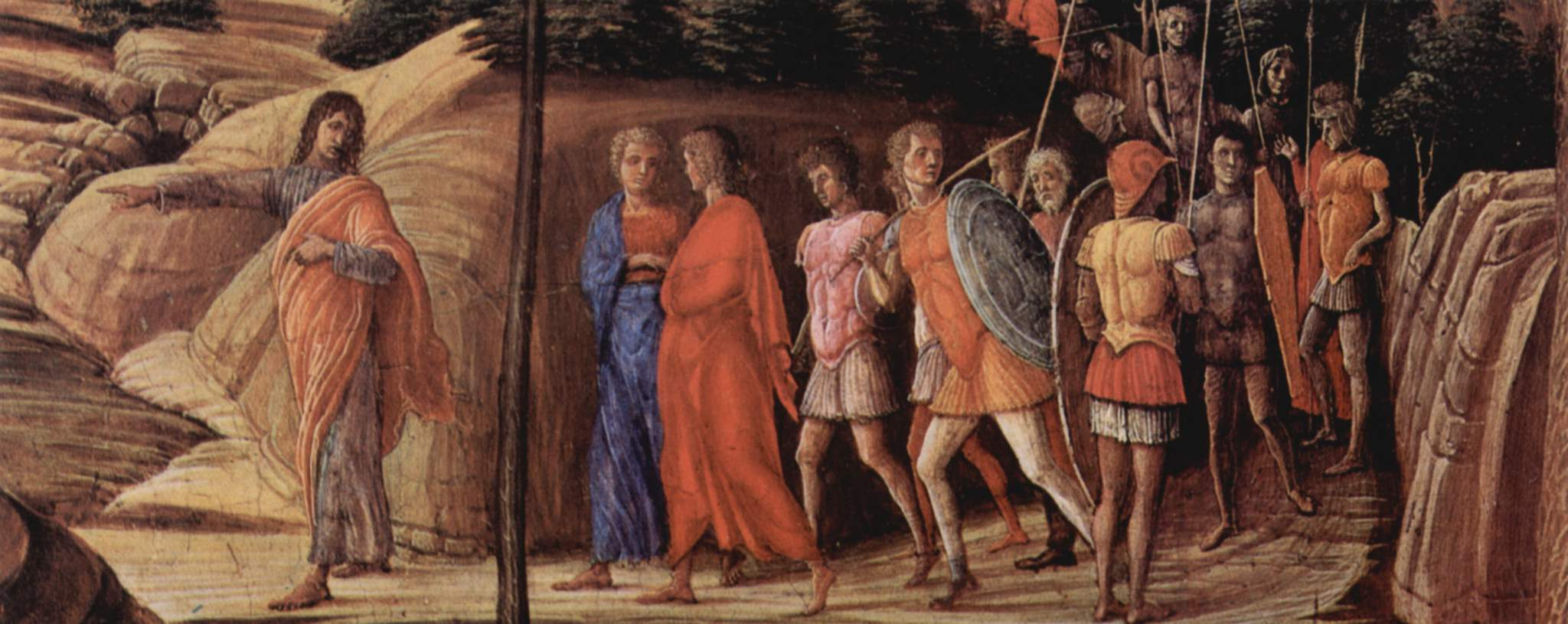
Judas leder Kajafas soldater till Jesus.

- Om Jesus förutser Judas förräderi, kan man argumentera huruvida Judas har en fri vilja eller inte, och inte kan undvika att förråda Jesus. Om Judas inte kan kontrollera sitt förräderi av Jesus, då kanske han inte är moraliskt ansvarig för sina handlingar. Frågan har ställts av bland annat Thomas av Aquino, i dennes Summa Theologica, vilken skiljer på förutsägelse och predestination och argumenterar för att Guds allmakt är förenlig med den fria viljan.
- Om Judas sänds till helvetet för sitt förräderi, och förräderiet var nödvändigt för att Jesus Kristus skulle dö för alla människors synder, så straffas alltså Judas för att ha räddat mänskligheten. Detta går hand i hand med argumentet om den fria viljan.
- Om Jesus bara led på korset och sedan steg upp till himmelriket, medan Judas måste lida för all evighet i helvetet, så lider Judas mer för människornas synder än Jesus. Ska hans roll i försoningen vara så betydelsefull?
- Gäller inte Jesu vädjan, "Fader, förlåt dem, ty de vet inte vad de gör," (Luk. 23:34), även Judas? Är försoningen otillräcklig för Judas synder?
- Det har spekulerats i, om Judas fördömelse - vilken verkar tänkbar enligt evangeliernas texter - kanske inte kom från hans förräderi mot Jesus, utan den förtvivlan som fick honom att därefter begå självmord. Judas fördömelse är dock ingen universell slutsats, även om de flesta moderna kristna, både lekmän, präster och teologer, fortfarande anser Judas vara en förrädare.
- Enligt islam var det Judas som korsfästes istället för Jesus och att Jesus aldrig korsfästes eller på annat sätt dödades.